# Марія Валуа (герцогиня Бурбона)
Марія Беррійська (фр. Marie de Berry) — дочка Жана I Беррійського, званого «Чудовим», та Жанни д'Арманяк. Вона стала герцогинею Овернською та графинею Монпансьє у 1416 році. Також відома як Марія де Валуа (фр. Marie de Valois) та Марія Овернська (фр. Marie d’Auvergne).

## Біографія
29 березня 1386 року Марія де Беррі вийшла заміж за Луї III де Шатільона, який помер у 1391 році. 
Вже через рік, 27 січня 1392 року, вона стала дружиною Філіпа Артуа, графа д'Е, коннетабля Франції, з яким у них народилося четверо дітей.
Овдовівши 16 червня 1397 року, Марія де Беррі вийшла заміж за герцога Жана I Бурбонського 22 червня 1400 року. Від цього шлюбу народилися троє дітей.

## Родина
Чоловік — Філіп Артуа, графа д'Е, коннетабль Франції
Діти:
- Карл д'Артуа (1394-1472) — граф д'Е
- Пилип (1395-1397)
- Бона д'Артуа (1396-1425) — ∞ 1) Філіп Неверський, граф Невера та Ретеля; 2) Філіп Добрий, герцог Бургундії
- Катерина (бл. 1397-1420) — ∞ Жан де Бурбон, сеньйор де Карансі.

Чоловік — Жан I Бурбонський
Діти:
- Карл I (1401-1456), герцог Бурбонський
- Луї (1403-1412), граф Форе
- Луї I (1406-1486), граф Монпансьє.